# Black Rebel Motorcycle Club (album)
Albums de Black Rebel Motorcycle Club
Take Them on, on Your Own
(2003)
Black Rebel Motorcycle Club est le premier album du groupe américain de rock alternatif Black Rebel Motorcycle Club, publié le 3 avril 2001 par Virgin Records.

## Liste des chansons
Toutes les chansons sont écrites et composées par Black Rebel Motorcycle Club.
| No  | Titre                                             | Durée |
| --- | ------------------------------------------------- | ----- |
| 1.  | Love Burns                                        | 4:05  |
| 2.  | Red Eyes and Tears                                | 4:00  |
| 3.  | Whatever Happened to My Rock 'n' Roll (Punk Song) | 4:38  |
| 4.  | Awake                                             | 6:12  |
| 5.  | White Palms                                       | 4:55  |
| 6.  | As Sure as the Sun                                | 5:52  |
| 7.  | Take My Time / Rifles                             | 6:59  |
| 8.  | Too Real                                          | 4:55  |
| 9.  | Spread Your Love                                  | 3:45  |
| 10. | Head Up High                                      | 5:35  |
| 11. | Salvation                                         | 6:06  |
| 12. | Screaming Gun (bonus japonais)                    | 3:14  |
| 13. | At My Door (bonus japonais)                       | 4:45  |
| 14. | Down Here (bonus japonais)                        | 3:33  |